# Verwaltungsgemeinschaft Bad Tennstedt
In der Verwaltungsgemeinschaft Bad Tennstedt aus dem thüringischen Unstrut-Hainich-Kreis haben sich die Stadt Bad Tennstedt und elf Gemeinden zur Erledigung ihrer Verwaltungsgeschäfte zusammengeschlossen.
Sitz der Verwaltungsgemeinschaft ist in Bad Tennstedt.

## Die Gemeinden
1. Bad Tennstedt, Stadt
2. Ballhausen
3. Blankenburg
4. Bruchstedt
5. Haussömmern
6. Hornsömmern
7. Kirchheilingen
8. Kutzleben
9. Mittelsömmern
10. Sundhausen
11. Tottleben
12. Urleben

## Geschichte
Die Verwaltungsgemeinschaft wurde am 1. März 1991 gegründet. Im Rahmen der Gebietsreform in Thüringen wurde die Mitgliedsgemeinde Klettstedt am 1. Januar 2019 nach Bad Langensalza eingemeindet.